# Verkehrsministerium der Republik Litauen

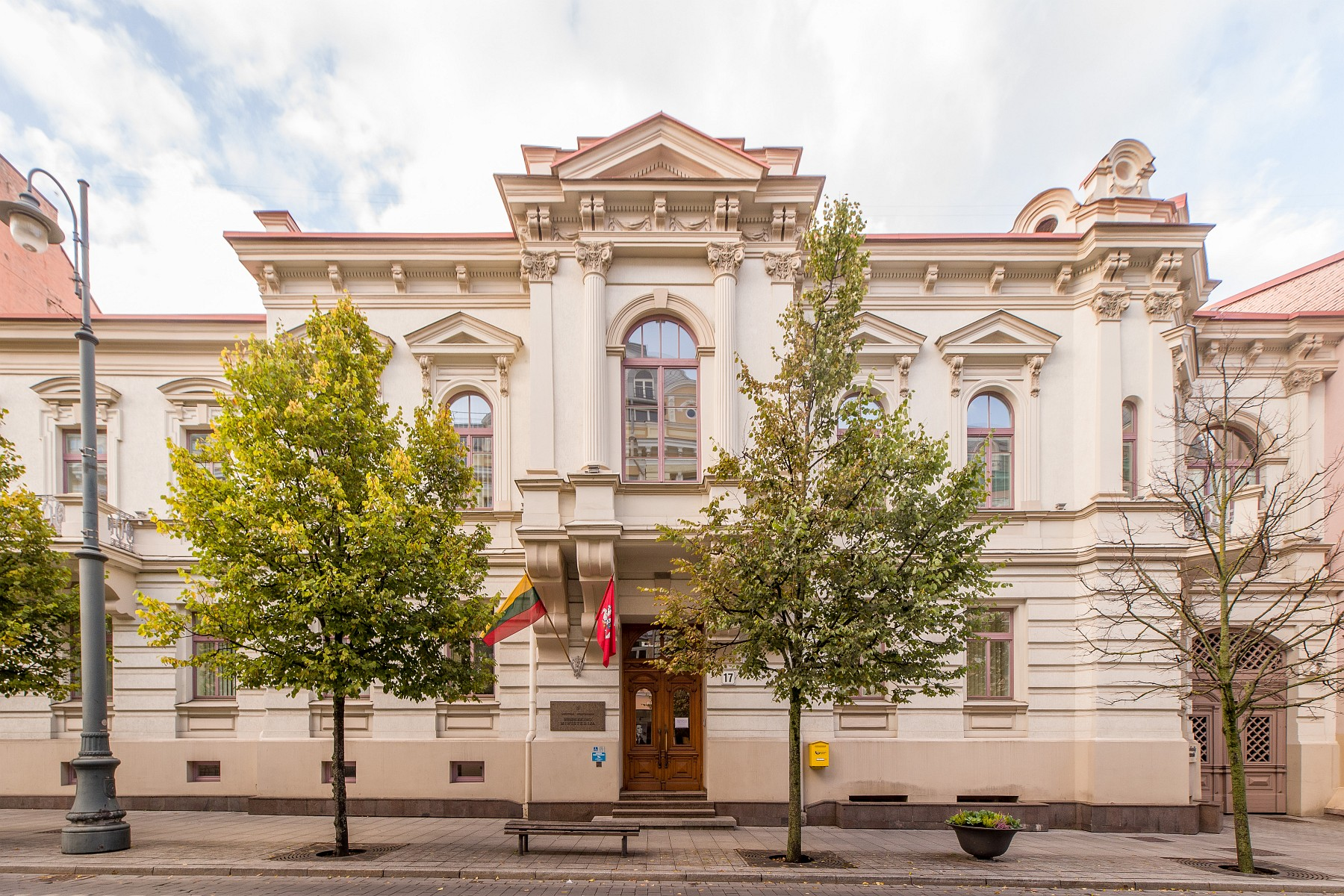
Litauisches Verkehrsministerium

Das Verkehrsministerium der Republik Litauen (lit. Lietuvos Respublikos susisiekimo ministerija) ist das Verkehrsministerium von Litauen und eines von 14 Ministerien der Regierung Litauens. Dienstsitz ist Vilnius.

## Minister
| Bild | Amtszeit    | Minister                    |
| ---- | ----------- | --------------------------- |
|      | 1990–1996   | Jonas Biržiškis             |
|      | 1996–1998   | Algis Žvaliauskas           |
|      | 1999–2000   | Rimantas Didžiokas          |
|      | 2000–2001   | Gintaras Striaukas          |
|      | 2001–2001   | Dailis Alfonsas Barakauskas |
|      | 2001–2005   | Zigmantas Balčytis          |
|      | 2005–2006   | Petras Čėsna                |
|      | 2006–2008   | Algirdas Butkevičius        |
|      | 2008–2012   | Eligijus Masiulis           |
|      | 2012–2016   | Rimantas Sinkevičius        |
|      | 2016–2019   | Rokas Masiulis              |
|      | 2019–2020   | Jaroslavas Narkevičius      |
|      | 2020–(2024) | Marius Skuodis              |
|      | 2024–(2028) | Eugenijus Sabutis           |